# Les Waleffes (plaats)
Les Waleffes is een deelgemeente van de Belgische gemeente Faimes in de provincie Luik, het was een zelfstandige gemeente tot aan de gemeentelijke herindeling van 1971.
Les Waleffes bestaat feitelijk uit twee dorpen: Waleffe-Saint-Pierre en Waleffe-Saint-Georges. Hoewel tegenwoordig aan elkaar gegroeid waren ze tijdens het ancien régime bestuurlijk gescheiden: Waleffe-Saint-Georges was een versterkte heerlijkheid die behoorde tot het Prinsbisdom Luik en Waleffe-Saint-Pierre was in bezit van het Abdijvorstendom Stavelot-Malmedy.

## Bezienswaardigheden
- Het Kasteel van Waleffe
- De Sint-Joriskerk (Église Saint-Georges) waarvan het patronaatsrecht in bezit was van de Abdij van Val-Notre-Dame. De kerk werd gebouwd in 1754, werd gewijd in 1772 en werd vergroot in 1883.
- Het geboortehuis van Hubert Krains
- De Chapelle du Calvaire is een kapel van eind 19e eeuw die werd opgericht op de top van een voormalige motte die in de 14e eeuw onderdeel was van een versterkte burcht.

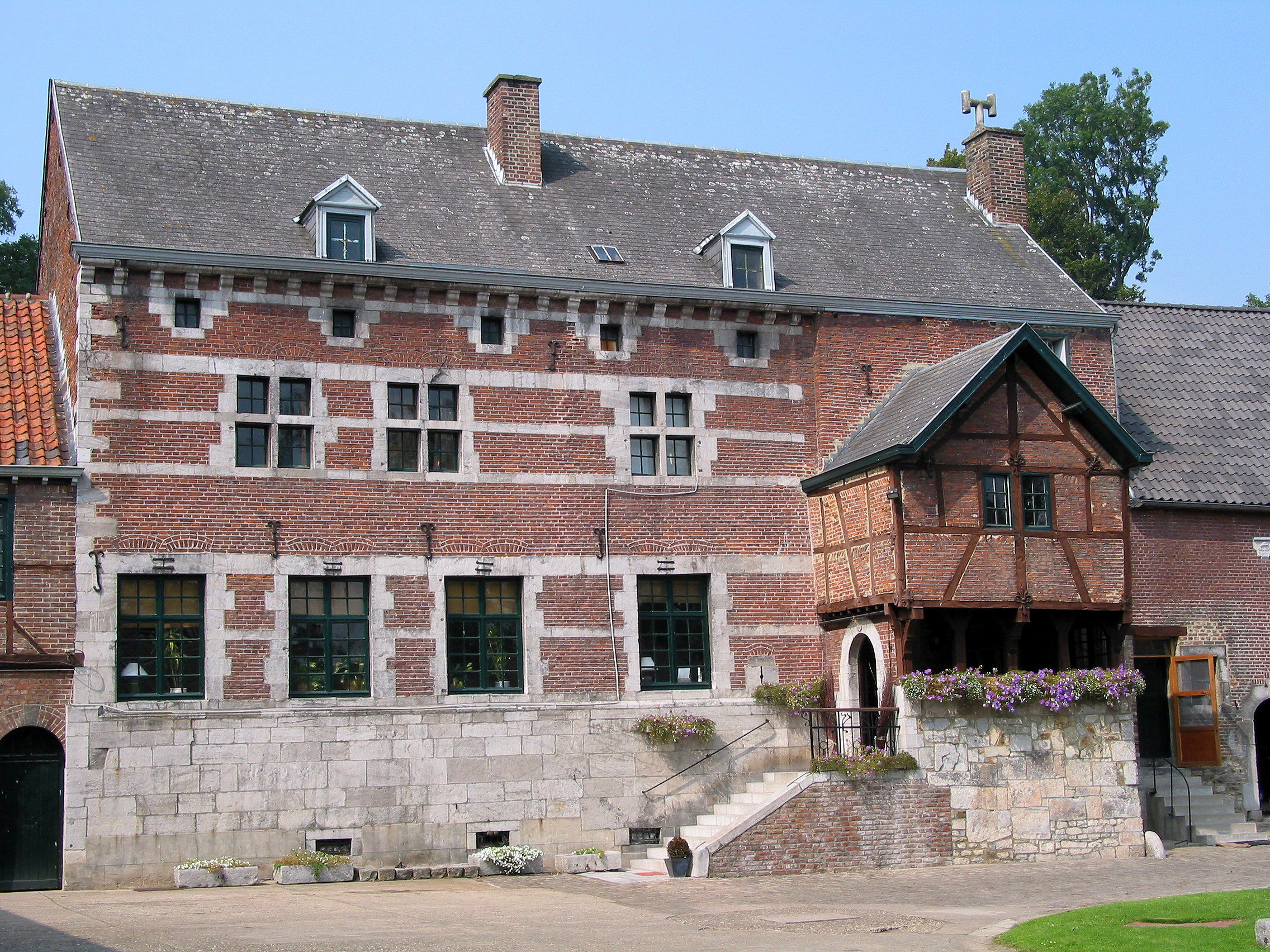
De Sint-Pietersboerderij (XVIde eeuw).

## Natuur en landschap
De hoogte aan de kerk bedraagt 158 meter.

## Demografische ontwikkeling
- Bronnen:NIS, Opm:1831 tot en met 1961=volkstellingen

## Geboren in Les Waleffes
- Hubert Krains (1862-1934), schrijver
- Didier van Eyll (1943), politicus

## Nabijgelegen kernen
Tourinne, Omal, Celles, Borlez, Vieux-Waleffe